# La familia feliz (Jan Steen)
La familia feliz, también Como cantan los viejos, así tocan los niños, es un cuadro de Jan Steen. Data de 1668 y pertenece a la colección del Rijksmuseum de Ámsterdam. Es una obra típica del autor que representa un bullicioso interior desordenado, lo que desde entonces en los Países Bajos se conoce precisamente como "una casa Jan Steen".
Es la segunda obra de Steen, que describe el antiguo proverbio "Como cantan los viejos, así tocan los niños". La otra es de unos años antes.

## Descripción
La pintura muestra una sala de estar con la familia celebrando una velada musical. En el suelo y en la mesa se extiende el caos. El padre canta a pleno pulmón alzando su copa mientras sostiene un violín con la izquierda. Su suegra sujeta una partitura y canta con su hija, muy escotada, que ocupa el centro y sostiene a su hijo más pequeño en el regazo. Los otros niños hacen exactamente lo que es malo para ellos: delante, uno vestido de verde bebe de una jarra de vino que le sujeta su hermana y el niño en el alféizar de la ventana abierta fuma en pipa mientras sostiene la correa de un cuerno. El hermano más mayor sentado encima de un banco con las piernas estiradas acompaña a sus padres tocando la flauta, pero detrás de él, su otro hermano y hermana también sostienen pipas mirando al espectador de manera cómplice. A nadie le importa. El perro ladra pidiendo la carne sobre la mesa. En resumen: es un hogar desordenado en el que no hay reglas y el título está cargado de ironía. De ahí el posterior proverbio: "una casa Jan Steen". Jan Steen se ha representado a sí mismo tocando la gaita, aunque los gaiteros tenían fama de promiscuos y rústicos.

## Motivo

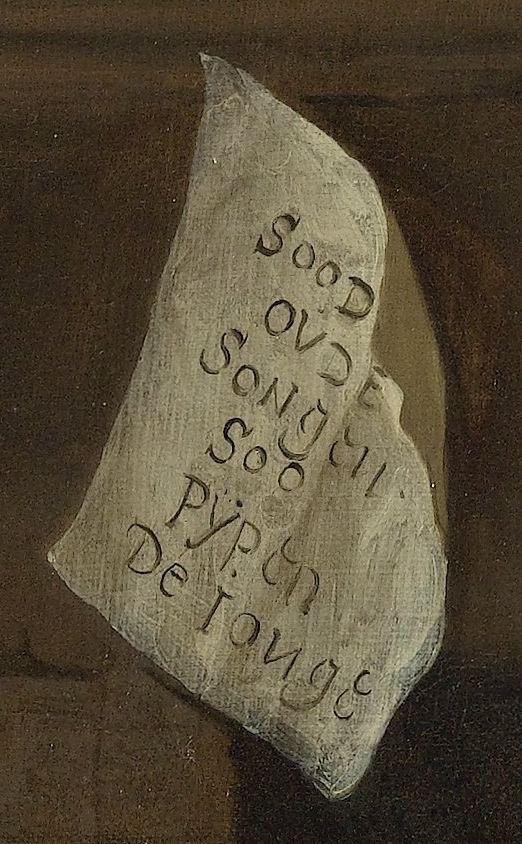
La nota que porta la clave del cuadro La familia feliz.

En la nota que cuelga de la chimenea está escrito el siguiente dicho: "Soo D'Oude Songen, Soo Pypen De Jonge" (Como canta el viejo, el joven toca). Esto es muy revelador. Este viejo dicho holandés significa que si los mayores dan un ejemplo equivocado, los niños o jóvenes adoptan ese comportamiento. Esto es claramente visible en la pintura.
El mensaje de Jan Steen es claro: no se exceda con los estimulantes, mantenga el control de sí mismo y cuide de dar buen ejemplo a sus hijos. Esta pintura aparentemente cómica en realidad encierra una advertencia moral.

## Firma y fecha
La pintura está firmada y fechada en la parte inferior derecha, en el taburete: 'JSteen 1668'.